# Lill-Kvarntjärnen (Bjurholms socken, Västerbotten)
Lill-Kvarntjärnen är en sjö  i den del av Bjurholms kommun som ligger i Västerbotten. Den ingår i Öreälvens huvudavrinningsområde.